# Real Zaragoza 1961-1962
Questa voce raccoglie le informazioni riguardanti il Real Saragozza nelle competizioni ufficiali della stagione 1961-1962

## Stagione
Nella stagione 1961-1962, il modulo adottato più spesso dal Real Saragozza, alla sesta partecipazione consecutiva alla Primera División spagnola, fu il 3-1-6. Ad eccezione della seconda, quarta e ottava giornata, la squadra aragonese  fu sempre tra le prime quattro in classifica, pur non occupando mai la prima posizione. Il Real Saragozza non perse mai due partite di fila ed arrivò a raggiungere tre vittorie consecutive. La vittoria con più gol fu un 6-1 casalingo contro il Racing de Santander. La sconfitta più netta fu un 4-0 in Andalusia contro il Siviglia.
Il campionato iniziò con una vittoria per 3-0 contro il Valencia, grazie a una doppietta di Duca e un gol di Murillo. La prima sconfitta arrivò nella partita successiva, persa per 5-3 contro l'Elche.
Gli aragonesi conclusero il campionato al quarto posto, dietro ai campioni del Real Madrid, al Barcellona e all'Atlético Madrid.
Juan Seminario vinse il trofeo Pichichi con 25 reti realizzate in 30 partite.
Il cammino in Coppa di Spagna iniziò ai sedicesimi di finale, quando il Real Saragozza si impose per 5-1 contro il Granada allo stadio della Romareda. La partita di ritorno finì 2-2, questo risultato permise agli aragonesi di approdare agli ottavi di finale. Il 4 aprile sconfissero in casa il Racing Santander per 2-1, l'8 aprile persero per 1-0. Si disputò un'altra partita allo stadio Santiago Bernabéu e il Real Saragozza vinse 4-2, ottenendo la qualificazione ai quarti di finale. Il 15 aprile la squadra aragonese pareggiò 1-1 a Barcellona contro l'Español nella partita di andata, ottenne l'accesso alla semifinali una settimana dopo, vincendo per 3-1 alla Romareda con i gol di Murillo, Isasi e Seminario. Il 24 giugno alla Romareda il Real Madrid si impose per 2-1 con una doppietta di Ferenc Puskás. La squadra della capitale vinse anche a Madrid, con il risultato di 4-1, approdò alla finale e si aggiudicò il trofeo.

## Rosa
| N. |                    | Ruolo | Calciatore            |
| -- | ------------------ | ----- | --------------------- |
| 1  | Spagna (bandiera)  | P     | Enrique Yarza         |
| 2  | Spagna (bandiera)  | D     | Joaquín Cortizo       |
| 3  | Spagna (bandiera)  | D     | Severino Reija        |
| 4  | Spagna (bandiera)  | D     | Antonio González      |
| 5  | Spagna (bandiera)  | C     | Santiago Isasi        |
| 6  | Perù (bandiera)    | A     | Juan Seminario        |
| 7  | Spagna (bandiera)  | A     | Miguel González Pérez |
| 8  | Brasile (bandiera) | A     | Duca                  |
| 9  | Spagna (bandiera)  | A     | Joaquín Murillo       |

| N. |                   | Ruolo | Calciatore             |
| -- | ----------------- | ----- | ---------------------- |
| 10 | Spagna (bandiera) | A     | Marcelino Martínez     |
| 11 | Spagna (bandiera) | A     | Carlos Lapetra         |
| 12 | Spagna (bandiera) | P     | Joan Piñol             |
| 13 | Spagna (bandiera) | D     | José Cuéllar           |
| 14 | Spagna (bandiera) | C     | José Luis García Traid |
| 15 | Spagna (bandiera) | D     | Ignacio Alustiza       |
| 16 | Spagna (bandiera) | A     | Ricardo Lapetra        |
| 17 | Spagna (bandiera) | A     | Juan Martín            |

## Statistiche

### Statistiche dei giocatori
| Giocatore    | Campionato | Campionato | Campionato | Campionato |
| Giocatore    | Pres       | Gol        | Am         | Esp        |
| ------------ | ---------- | ---------- | ---------- | ---------- |
| Alustiza     | 7          | -          | -          | -          |
| Cortizo      | 30         | -          | -          | -          |
| Cuéllar      | 15         | -          | -          | -          |
| Duca         | 26         | 11         | -          | -          |
| García Traid | 8          | 1          | -          | -          |
| A. González  | 25         | -          | -          | -          |
| M. González  | 28         | -          | -          | -          |
| Isasi        | 21         | -          | -          | 1          |
| C. Lapetra   | 17         | 2          | -          | -          |
| R. Lapetra   | 7          | -          | -          | -          |
| Marcelino    | 21         | 4          | -          | -          |
| Martín       | 1          | -          | -          | -          |
| Murillo      | 26         | 17         | -          | -          |
| Piñol        | 5          | -7         | -          | -          |
| Reija        | 29         | -          | -          | -          |
| Seminario    | 30         | 25         | -          | -          |
| Yarza        | 26         | -44        | -          | -          |